# Пальміро Тольятті
Пальміро Мікеле Нікола Тольятті (італ. Palmiro Michele Nicola Togliatti; 26 березня 1893, Генуя — 21 серпня 1964, Артек, Крим) — італійський політик. Генеральний секретар Італійської комуністичної партії.